# Magnus III van Noorwegen
Magnus III (1073-1103), bijgenaamd Magnus Barrevoets (Noors: Magnus Berrføtt), was koning van Noorwegen van 1093 tot 1103 en van het Koninkrijk Man van 1099 tot 1102.
Het is niet duidelijk waarom hij de bijnaam "Barrevoets" kreeg. Volgens één theorie kreeg hij de naam omdat hij graag Schotse kleding droeg, waarbij de benen ontbloot waren (de voorloper van de kilt). Volgens een andere theorie was het omdat hij graag op blote voeten liep, in de Ierse stijl.
Magnus was een buitenechtelijk kind van koning Olaf III van Noorwegen en diens maîtresse Tora Jonsdatter. Hij kwam in 1093 op de troon, als opvolger van zijn vader. Maar Haakon Magnusson Toresfostre, een kleinzoon van koning Harald III (en dus een neef van Magnus), maakte echter ook aanspraak op de troon en eiste dat Magnus de troon met hem zou delen. Haakon kwam in opstand tegen Magnus, maar het kwam niet tot een gevecht want Haakon werd ziek en stierf kort daarna. Magnus liet de resterende rebellen achtervolgen en ophangen.
De oorlogszuchtige Magnus had grootse plannen om een Noors imperium rond de Ierse Zee op te bouwen. In 1098 veroverde hij de Orkneyeilanden, de Hebriden en het eiland Man. In 1099 keerde hij terug naar Noorwegen en in 1102 trok hij er weer op uit, ditmaal om Ierland te veroveren. Hij nam Dublin in en veroverde het omliggende gebied, maar toen hij in de lente van 1103 het land in trok om ook de rest van Ierland te veroveren, werd hij in een valstrik gelokt en viel hij op het slagveld nabij Downpatrick.
In 1101, nadat hij vrede met de Zweedse koning Inge I en de Deense koning Erik I had gesloten, was Magnus getrouwd met Margret Ingedatter, de dochter van de Zweedse koning. Geen van hun kinderen overleefden echter om Magnus op te volgen. Magnus kreeg wel een aantal buitenechtelijke kinderen. Zijn zonen Olaf, Øystein en Sigurd volgden hem op als koningen van Noorwegen. Ook de latere koning Harald IV en Sigurd Slembe beweerden beiden dat zij een zoon van Magnus waren en daarom recht op de troon hadden.
Na de dood van Magnus begon een lange periode van burgeroorlog in Noorwegen, waarin verschillende nakomelingen van Magnus om de troon vochten. Deze periode van burgeroorlog zou tot 1240 doorwoeden.

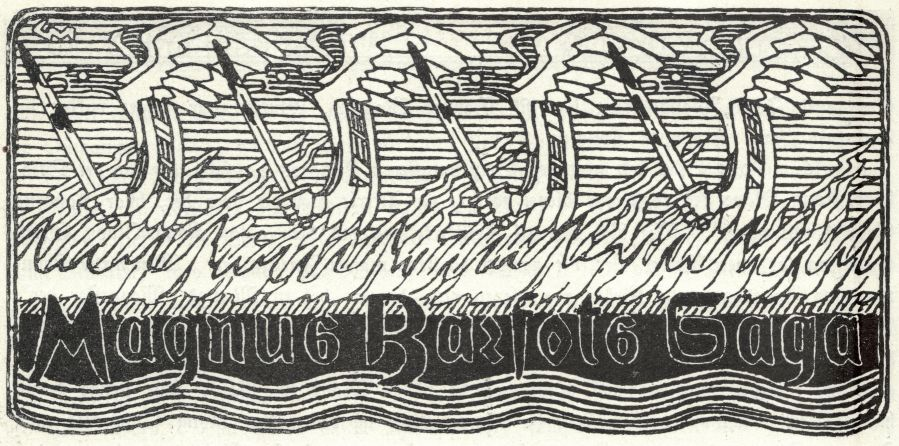
Titelpagina van de saga van Magnus Barrevoets (Illustratie: Gerhard Munthe)